# آب‌انبار حاج کریم
آب‌انبار حاج کریم مربوط به دوره قاجار است و در سبزوار، بین میدان کارگر و میدان ۲۲ بهمن واقع شده و این اثر در تاریخ ۲۴ فروردین ۱۳۸۲ با شمارهٔ ثبت ۸۲۵۹ به‌عنوان یکی از آثار ملی ایران به ثبت رسیده است.

## نگارخانه

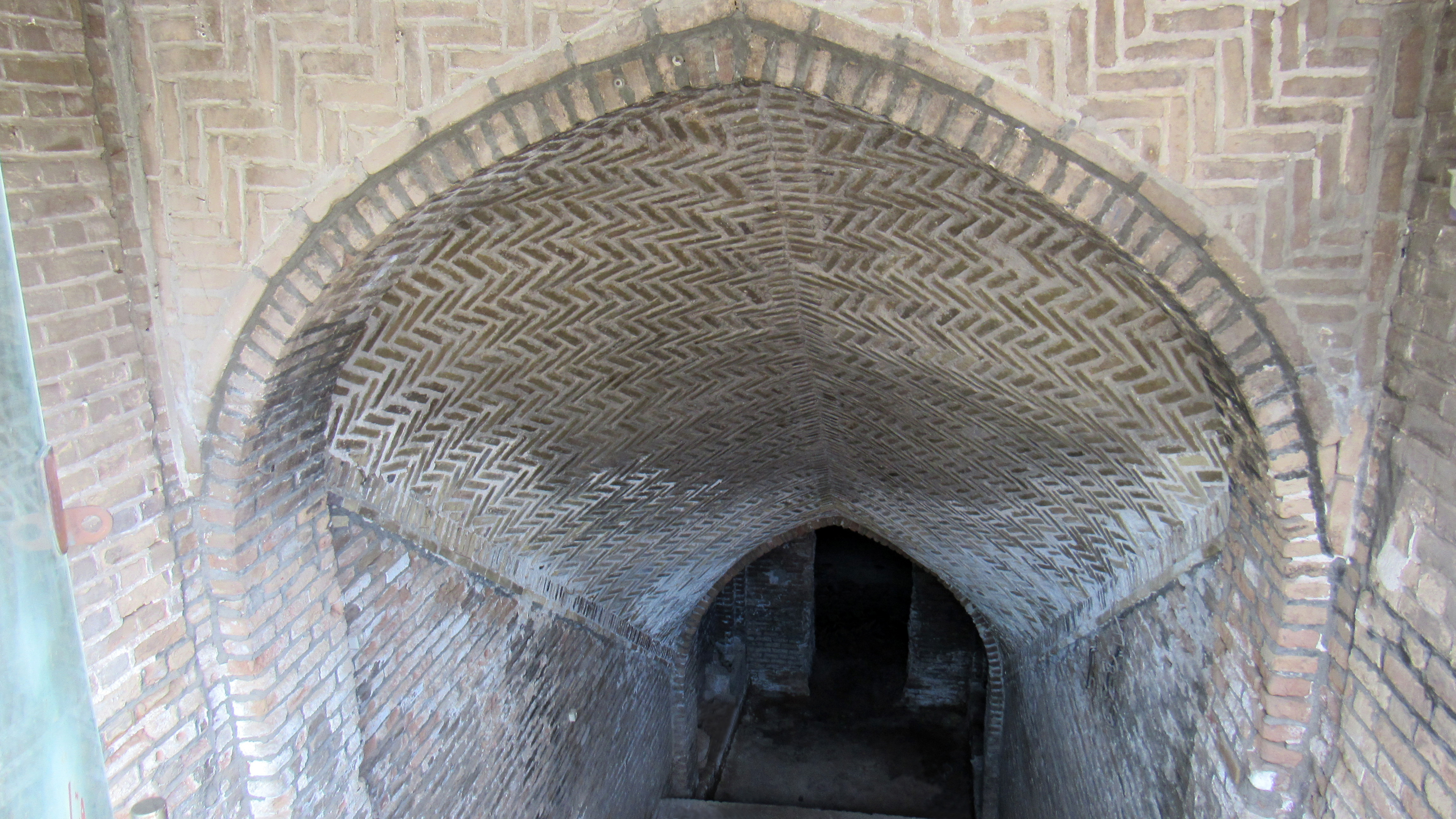
ورودی آب‌انبار
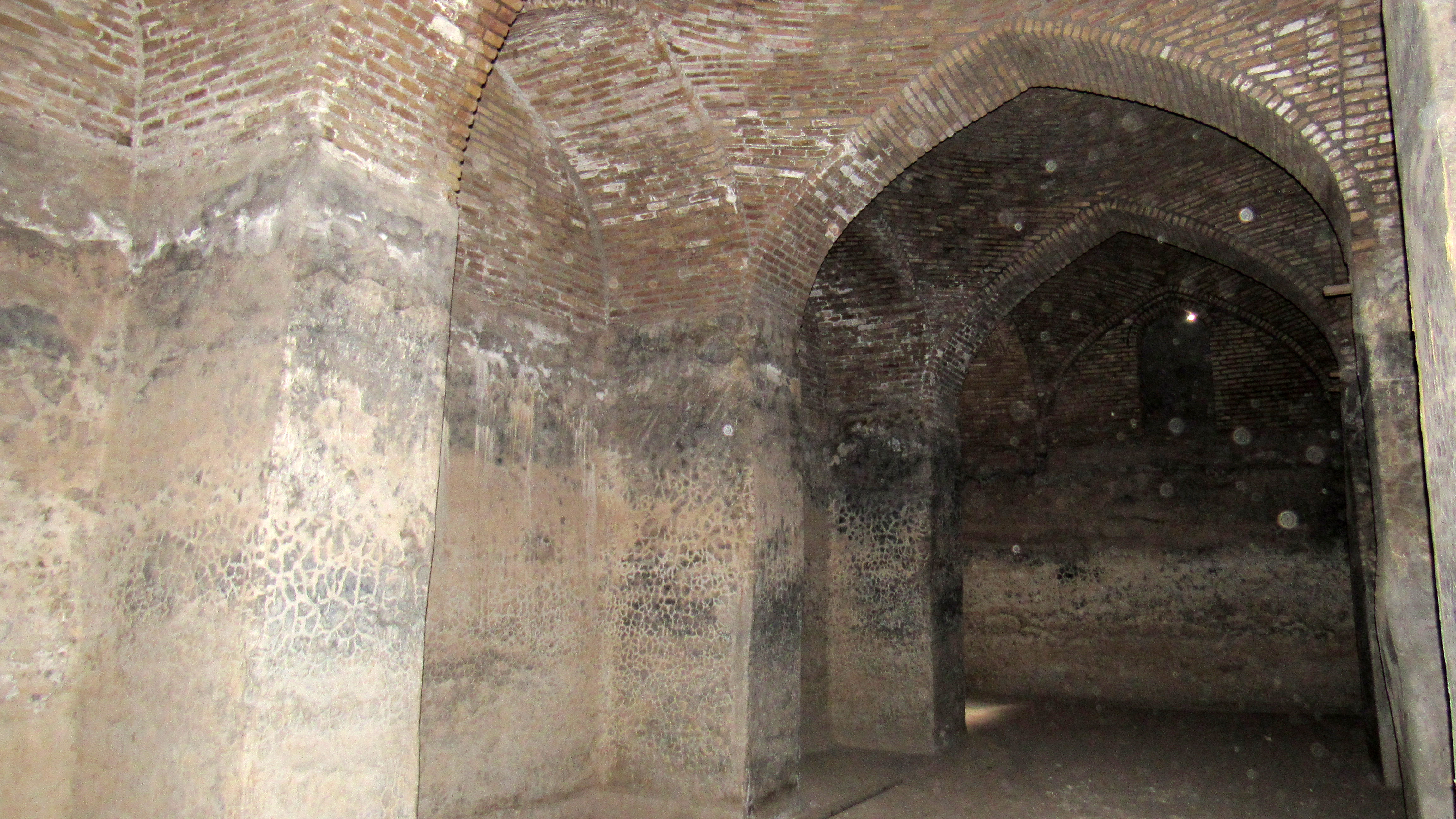
نمای درون آب‌انبار
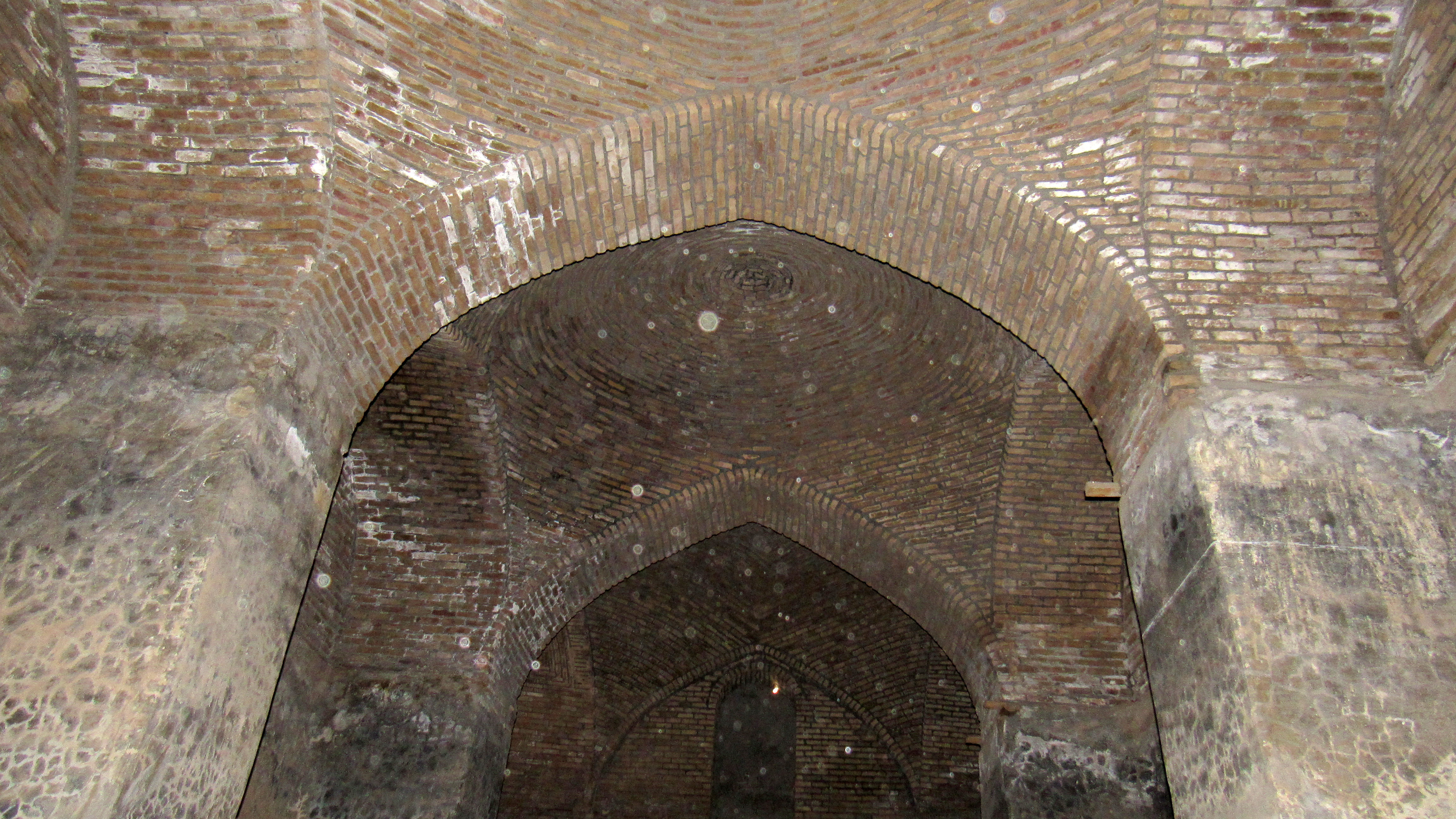
طاق آب‌انبار